# 伊麗莎白·艾索
伊麗莎白·艾索（德語：Elisabeth Osl，1985年11月21日—）是一名奧地利單車運動員，曾参加了2008年北京奥运，获得第11名。她也參加了2012年倫敦奧運的單車越野賽，同樣並未獲得獎牌。